# Onalcidion
Onalcidion (лат.) — род усачей трибы Acanthocinini из подсемейства ламиин.

## Описание
Коренастые жуки с булавовидными бёдрам. От близких групп отличается следующими признаками: боковые бугорки переднегруди расположены после середины и слабо развиты; переднеспинка без бугорков; надкрылья с боковым килем; центрально-базальный гребень надкрылий без длинных щетинок на вершине; мезовентральный отросток составляет половину ширины мезококса; длина базальных метатарсомеров равна полутора двум следующим вместе.

## Классификация и распространение
Включает 4 вида. Встречаются, в том числе, в Северной и Южной Америке.
- Onalcidion fibrosum Monné & Martins, 1976
- Onalcidion obscurum Gilmour, 1957
- Onalcidion pictulum (White, 1855)
- Onalcidion tavakiliani Audureau, 2013